# Loopy Loyalty
Loopy Loyalty est un logiciel de gestion de campagnes de fidélité créée par la société hongkongaise PassKit Inc., un des leaders de la création de contenus pour porte-monnaie électroniques.
Loopy Loyalty émet des cartes de fidélité en ligne, qu'il est possible de distribuer par la suite dans le porte-monnaie électronique des clients de l'entreprise. Un portail utilisateur permet de gérer, animer et analyser la campagne de fidélité, via des notifications push, des messages sur écran de veille et des rappels, et grâce à l'intégration de la technologie iBeacon.
Loopy Loyalty est disponible sur les systèmes d'exploitation Android et iOS, touchant ainsi près de 96 % des utilisateurs de téléphones intelligents.

## Technologie
Loopy Loyalty est une solution autonome qui ne requiert pas l'utilisation d'une application mobile. Elle est supportée par les principaux porte-monnaie électroniques mobiles développés sur iOS (Passbook) et Android (Samsung Wallet, Pass2U, PassWallet). La technologie permet la numérisation et l'ajout des cartes de fidélité dans le téléphone des clients. L'intégration de code QR facilite le processus de rachat : il suffit à l'entreprise de numériser la carte pour augmenter la valeur de celle-ci. Une application mobile prenant la forme d'un scanneur digital est aussi fournie aux commerçants.